# Бежинь
Бежинь (пол. Bieżyń, нім. Laufern) — село в Польщі, у гміні Кшивінь Косцянського повіту Великопольського воєводства.
Населення — 461 особа (2011).
У 1975-1998 роках село належало до Лешненського воєводства.

## Демографія
Демографічна структура станом на 31 березня 2011 року:
|          | Загалом | Допрацездатний вік | Працездатний вік | Постпрацездатний вік |
| -------- | ------- | ------------------ | ---------------- | -------------------- |
| Чоловіки | 234     | 63                 | 148              | 23                   |
| Жінки    | 227     | 48                 | 133              | 46                   |
| Разом    | 461     | 111                | 281              | 69                   |